# 35
35 (XXXV) var ett normalår som började en lördag i den julianska kalendern.

## Händelser

### Okänt datum
- Plinius den äldre förs till Rom före detta år.
- Tiridates III blir kung av Partien.

## Födda
- Ban Zhao, kinesisk historiker
- Quintilian, romersk retoriker

## Avlidna
- Epaticcus, prins över catuvellaunerna
- Artaxias III, kung av Armenien
- Stefanus, kristendomens förste martyr (stenad till döds av judiska ledare, för att ha predikat att Jesus var Kristus)